# Приближённая схема полиномиального времени
В математике, приближенная схема полиномиального времени  или polynomial-time approximation scheme (PTAS) обозначает класс приближенных полиномиальных по времени выполнения алгоритмов для решения, как правило, NP-трудных оптимизационных задач. Если P = NP, то введение этого понятия теряет смысл. Поэтому далее будем предполагать, что Р не совпадает с NР. И без ограничения общности  определим понятие для задачи минимизации.

## Определение
PTAS это семейство алгоритмов, зависящих от параметра ε , таких, что для произвольного набора данных некоторой оптимизационной задачи и параметра ε > 0 алгоритм семейства  за полиномиальное время находит решение с целевой функцией S  < (1 + ε)OPT, где OPT минимум целевой функции. Например, для задачи коммивояжёра в евклидовом пространстве существует  PTAS, которое находит путь обхода длины не более (1 + ε)L, где L длина кратчайшего  пути.
Время выполнения PTAS должно полиномиально зависеть от n  при любом фиксированном ε, но может произвольно меняться при изменении ε. Алгоритмы со временем выполнения O(n1/ε) или даже O(nexp(1/ε)) являются алгоритмами PTAS.

## Детерминированные алгоритмы
В алгоритмах PTAS показатель степени в оценке сложности может расти катастрофически  при убывании ε, например, когда время выполнения  O(n(1/ε)!), что делает этот класс алгоритмов малоинтересным с практической точки зрения. Можно определить  эффективную приближенную схему полиномиального времени или efficient polynomial-time approximation scheme  (EPTAS), для которой время выполнения должно быть O(nc), где константа c не зависит от ε. Это гарантирует, что увеличение размера входных данных увеличивает время выполнения независимо от величины ε; однако множитель под знаком O  при этом продолжает произвольно зависеть от ε. Дальнейшим ограничением более полезным на практике является приближенная схема полностью полиномиального времени или  fully polynomial-time approximation scheme (FPTAS), которая требует, чтобы время выполнения алгоритма полиномиально зависело и от размера задачи n, и от 1/ε.  Примером задачи для которой существует FPTAS является задача о ранце. Но для родственной задачи об упаковке в контейнеры нет даже PTAS.
Всякая сильно NP-трудная задача оптимизации с полиномиально ограниченной целевой функцией не может иметь FPTAS. Однако обратное неверно.  Двумерная задача о ранце не является сильно NP-трудной, но не имеет FPTAS даже, когда целевая функция полиномиально ограничена.
Выполняется  FPTAS ⊊ PTAS ⊊ APX. Следовательно, APX-трудные задачи не имеют  PTAS.
Другой модификацией  PTAS является  приближенная схема квази-полиномиального времени или quasi-polynomial-time approximation scheme  (QPTAS). QPTAS имеет временную сложность {\displaystyle n^{polylog(n)}} для всякого фиксированного {\displaystyle \epsilon >0}.

## Рандомизированные алгоритмы
Некоторые задачи, которые не имеют PTAS могут иметь рандомизированные алгоритмы с аналогичными свойствами -  рандомизированную приближенную схему полиномиального времени или polynomial-time randomized approximation scheme (PRAS).  Алгоритм PRAS c параметром ε > 0 для произвольного набора данных оптимизационной  задачи находит за полиномиальное время решение, которое с высокой вероятностью не превосходит (1 + ε)OPT.  Обычно под "высокой вероятностью" понимают вероятность больше 3/4, хотя определение не конкретизирует эту величину. Как и алгоритм PTAS алгоритм PRAS должен иметь время выполнения полиномиально зависящее от n, но не от 1/ε. По аналогии с детерминированными алгоритмами вводятся EPRAS подобное EPTAS и FPRAS подобное FPTAS.